# Perry Botkin junior
Perry Botkin, Jr. (* 16. April 1933 in New York; † 18. Januar 2021 in Burbank, Kalifornien) war ein US-amerikanischer Komponist, Songwriter, Arrangeur, Dirigent und Musikproduzent. Er schuf einige musikalische Werke für das Kino der 1970er und 1980er Jahre. Darunter Kompositionen für Filme wie Kampf den Talaren, Denkt bloß nicht, daß wir heulen, Endstation Hölle, Der Galgenstrick oder Tarzan – Herr des Urwalds.

## Leben und Karriere
Perry Botkin wurde als Sohn des Jazzmusikers und Komponisten Perry Botkin Sr. geboren. Ende der 1960er Jahre fand sich das Duo Barry De Vorzon und Perry Botkin Jr. zusammen. Sowohl De Vorzon als auch Perry Botkin Jr. haben als Autoren, Produzenten und Arrangeure mit einigen der größten Künstler im Musikgeschäft zusammengearbeitet und zahlreiche Hit-Singles produziert. Als Arrangeur arbeitete Botkin Jr. unter anderem mit Bobby Darin, Harry Nilsson, The Lettermen, Ed Ames oder Harpers Bizarre zusammen.
Seit 1970 komponierte Perry Botkin Jr. auch selbst Filmscores. Zuerst noch mit seinem Partner Barry De Vorzon, später auch allein. Botkin Jr. schrieb die Musik für Filme wie Kampf den Talaren, Endstation Hölle, Die Spur der schwarzen Bestie, Diamantenlady, Zwei auf krummer Tour, Der Galgenstrick oder für den Horrorfilm Stille Nacht – Horror Nacht. 1972 wurde er für seine Song-Komposition zum Filmdrama Denkt bloß nicht, daß wir heulen von Regisseur Stanley Kramer gemeinsam mit seinem Co-Komponisten Barry De Vorzon mit einer Oscarnominierung geehrt.

## Auszeichnungen
- 1972: Oscarnominierung in der Kategorie Bester Song bei der Verleihung 1972 für den Song Bless the Beasts and Children zusammen mit Co-Komponist Barry De Vorzon
- 1978: Grammy in der Kategorie Best Instrumental Arrangement für den Song Nadia’s Theme

## Filmografie (Auswahl)

### Kino
- 1970: Kampf den Talaren (R.P.M.) (Co-Komponist mit Barry De Vorzon)
- 1971: Denkt bloß nicht, daß wir heulen (Bless the Beasts & Children) (Co-Komponist mit Barry De Vorzon)
- 1972: Endstation Hölle (Skyjacked)
- 1972: Die Spur der schwarzen Bestie (They Only Kill Their Masters)
- 1973: Diamantenlady (Lady Ice)
- 1973: Zwei auf krummer Tour (Your Three Minutes Are Up)
- 1978: Der Galgenstrick (Goin' South) (Co-Komponist mit Van Dyke Parks)
- 1981: Tarzan – Herr des Urwalds (Tarzan, the Ape Man)
- 1983: Easy Flyer (Dance of the Dwarfs)
- 1984: Stille Nacht – Horror Nacht (Silent Night, Deadly Night)
- 1986: Crazy Airforce (Weekend Warriors)

### Fernsehen
- 1972: Kid Power (Fernsehserie, 1 Episode)
- 1973: Adams kesse Rippe (Fernsehserie, 1 Episode)
- 1974: Abenteuer der Landstraße (Fernsehserie, 1 Episode)
- 1977–1978: Quark (Fernsehserie, 8 Episoden)
- 1978–1982: Mork vom Ork (Fernsehserie, 71 Episoden)
- 1979: Pleasure Cove (Fernsehfilm)
- 1979: When She Was Bad... (Fernsehfilm)
- 1980: Goldene Träume (The Golden Moment: An Olympic Love Story) (Fernsehfilm)
- 1982: Ziggy's Gift (Fernsehkurzfilm)
- 1985: Sam (Fernsehfilm)
- 1987: The Tortellis (Fernsehserie, 13 Episoden)
- 1988: Im Schatten der Götter (Windmills of the Gods) (Fernsehfilm)
- 1992: Die Mühlen Gottes (The Sands of Time) (Fernsehfilm)

### Dokumentarfilme
- 2012: Sample This